# 2019 en informatique
| Années de l'informatique : 2016 - 2017 - 2018 - 2019 - 2020 - 2021 - 2022    |
| Décennies de l'informatique : 1980 - 1990 - 2000 - 2010 - 2020 - 2030 - 2040 |

Cet article présente les faits marquants de l'année 2019 en informatique.

## Tendances
D'après le site TopUniversities, les cinq tendances principales pour 2019 en informatique sont l'Intelligence artificielle et la robotique, le Big Data analytique, la formation assistée par ordinateur, la bioinformatique, et la cybersécurité. Le site Simplylearn y ajoute le blockchain, le edge computing, l'internet des objets et la réalité augmentée.
Pour Deloitte Tech Trends, le Cloud, l'analytics et marketing digital multicanal sont à présent maîtrisés, la modernisation du legacy, agilité et DevOps et cybersécurité s'y sont ajoutés, ainsi que le blockchain, les réalités virtuelles et augmentées, et les technologies cognitives.

## Logiciel
- Émergence de nombreux projets en Intelligence artificielle, qui devient incontournable dans le domaine de la cybersécurité[4].
- Accélération de l'adoption du Edge computing et du multi-cloud[5].

## Matériel
- La progression des systèmes convergés ralentit en 2019 selon IDC[6].
- L'IPhone 11 et 11 Pro sont sortis chez Apple.

## Décès
- 26 décembre : Gary Starkweather (né en 1938), ingénieur américain, inventeur de l'imprimante laser.